# Howard Gertler
Howard Gertler (geb. vor 1998) ist ein Filmproduzent, der bei der Oscarverleihung 2013 für die Produktion von How to Survive a Plague zusammen mit dem Regisseur und Drehbuchautor David France für den Oscar in der Kategorie Bester Dokumentarfilm nominiert war. 2012 wurden die beiden für diesen Film mit den Preis für den Besten Dokumentarfilm bei den Gotham Awards ausgezeichnet. Bei den Independent Spirit Awards 2007 wurde Gertler für die Filme Pizza und Shortbus mit dem Producers Award geehrt. Für All the Beauty and the Bloodshed aus dem Jahr 2022 erhielt er 2023 eine zweite Oscar-Nominierung. Ferner erhielt er zusammen mit seinen Kollegen auch einen Independent Spirit Award.
2017 wurde er in die Academy of Motion Picture Arts and Sciences (AMPAS) aufgenommen, die alljährlich die Oscars vergibt.
Gertler besuchte die Scarsdale High School und studierte anschließend Public Policy an der Princeton University, wo er auch für die Studentenzeitung The Daily Princetonian arbeitete.

## Filmografie
- 1998: Desert Blue
- 1999: Chutney Popcorn
- 2000: Sein letzter Coup (The Opportunists)
- 2001: Reveille (Kurzfilm)
- 2001: Wet Hot American Summer
- 2001: Jump Tomorrow
- 2001: World Traveler
- 2001: The American Astronaut
- 2002: Alle lieben Lucy (I’m with Lucy)
- 2004: Tempting Adam (Fernsehfilm)
- 2004: My Sexiest Mistake (Fernsehfilm)
- 2004: The Best Thief in the World
- 2005: Pizza
- 2005: A Buck’s Worth (Kurzfilm)
- 2005: Liebe ist Nervensache (Trust the Man)
- 2006: Shortbus
- 2007: The Favor
- 2007: Gifted and Challenged: The Making of „Shortbus“ (Dokumentar-Kurzfilm, Video/DVD)
- 2008: Husband for Hire (Fernsehfilm)
- 2009: World’s Greatest Dad
- 2011: Death Is Lame (Kurzfilm)
- 2011: Ein fast perfektes Verbrechen
- 2011: Our Idiot Brother
- 2012: Seraph (Kurzfilm)
- 2012: How to Survive a Plague (Dokumentarfilm)
- 2013: Independent Lens (Fernseh-Dokumentarserie)
- 2014: To Russia with Love (Fernseh-Dokumentarfilm)
- 2014: Do I Sound Gay? (Dokumentarfilm)
- 2017: How to Talk to Girls at Parties
- 2022: All the Beauty and the Bloodshed